# Imerio Cima
Imerio Cima é um ciclista profissional italiano nascido a 29 de outubro de 1997 em Brescia. Actualmente corre para a equipa Nippo-Vini Fantini-Faizanè. O seu Irmão Damiano Cima também é ciclista profissional.

## Palmarés
2017 (como amador)
- Troféu Cidade de Castelfidardo
- Circuito do Porto-Troféu Arvedi